# Острів (лісовий заказник)
О́стрів — лісовий заказник місцевого значення в Україні. Розташований у межах Малинського району Житомирської області, на південний захід від міста Малин. 
Площа 189,5 га. Статус присвоєно згідно з рішенням 21 сесії обласної ради V скликання від 09.09.2009 року № 883. Перебуває у віданні ДП «Малинське ЛГ» (Малинське лісництво, кв. 13, 14, 19 [вид. 6, 7, 8, 9, 10, 16, 18], 20, 21, 22). 
Статус присвоєно для збереження частини лісового масиву на правобережжі річки Ірша з насадженнями сосна, берези, вільхи.

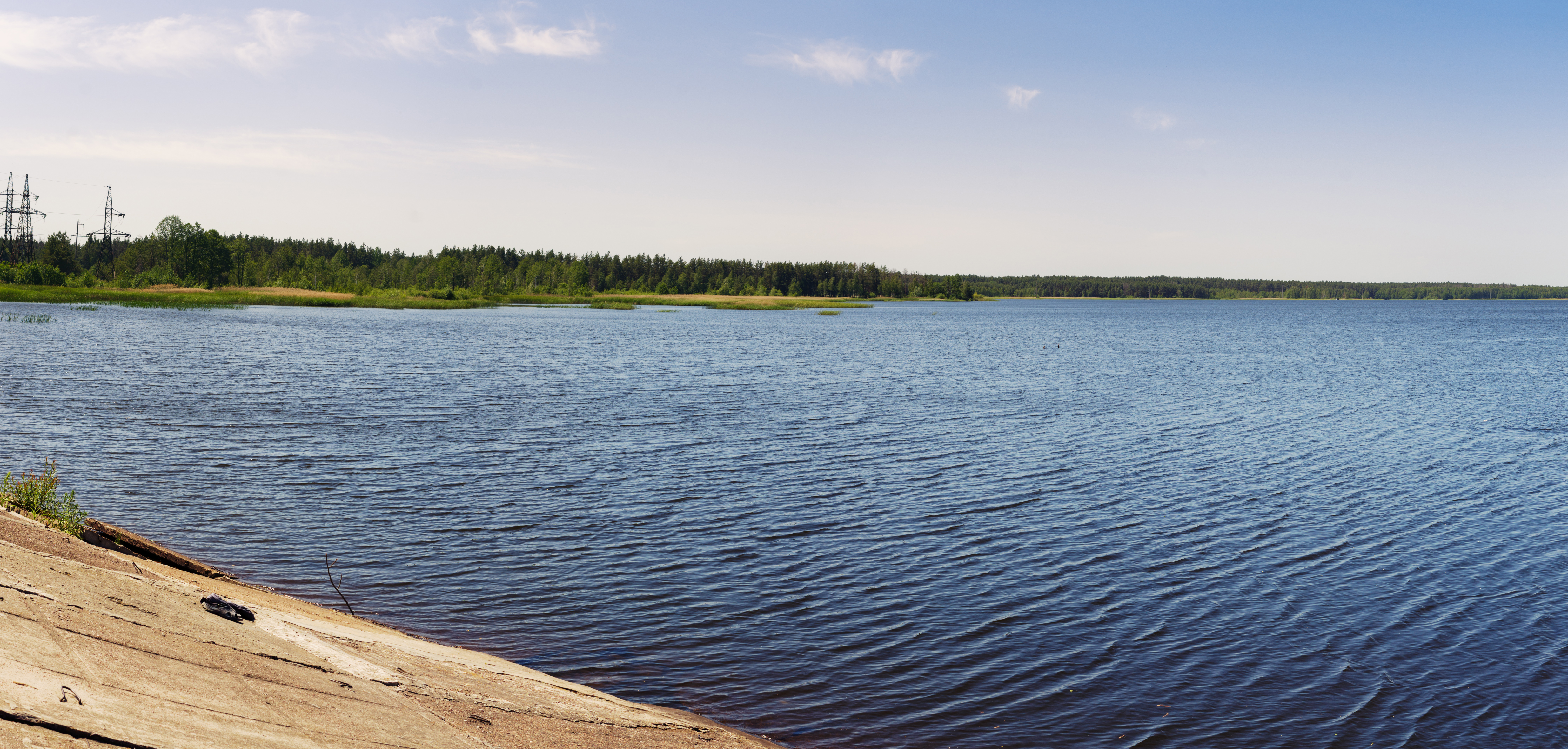
Ліворуч лісові квартали заказника Острів, вид із дамби